# Airspeed Envoy

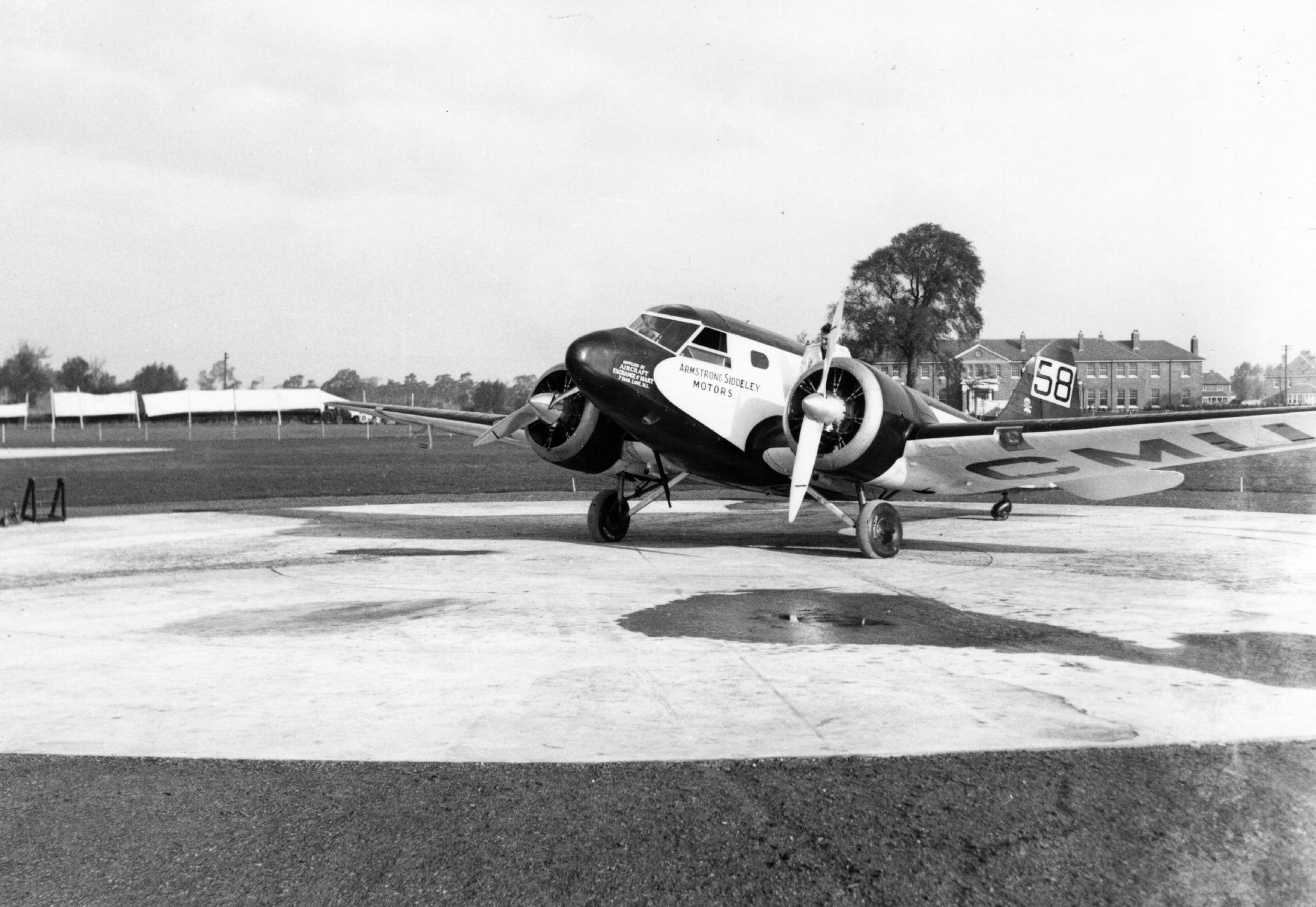
Speciale race-uitvoering van de AS.6 Envoy: de Airspeed Viceroy (1934)

De  Airspeed Envoy  is een Engels tweemotorig laagdekker verkeersvliegtuig geschikt voor acht passagiers. Het toestel is ontwikkeld en geproduceerd door vliegtuigfabriek Airspeed Limited. De eerste vlucht vond plaats op 26 juni 1934. Er zijn totaal 52 exemplaren geproduceerd.

## Ontwerp en historie
De Airspeed Envoy was een tweemotorig laagdekker vliegtuig dat was ontworpen door Hessell Tiltman. Het had een intrekbaar landingsgestel met een staartwiel. De constructie was volledig gemaakt van hout met alleen een doekbespanning over de besturingsvlakken. Het toestel had een aantal constructiekenmerken en onderdelen gemeen met de Airspeed Courier, waaronder het landingsgestel. Achter de passagierscabine met acht zitplaatsen bevond zich een bagageruim met een aparte deur. De cabine kon ook worden uitgerust met een toilet, maar dan bleven er zes passagiersplaatsen over.
De Airspeed Envoy werd zowel ingezet voor civiel als militair gebruik. Het vliegtuig werd ook in licentie gebouwd door het Japanse bedrijf Mitshubishi.

## Airspeed Viceroy
De Airspeed AS.8 Viceroy was een speciaal voor Captain T. Neville Stack en Sydney Lewis Turner gebouwde one-off raceversie van de AS.6 Envoy. Het toestel had een smallere romp zonder passagiersramen, een sterkere motor en grotere brandstoftanks. Het vliegtuig deed eind 1934 mee aan de Londen – Melbourne race, maar viel uit in Athene door diverse technische problemen, waaronder moeilijkheden met de wielremmen.
Er deed in 1936 ook een Airspeed Envoy mee aan de 9900 kilometer lange Schlesinger Race van Engeland naar Zuid-Afrika, maar deze crashte in slecht weer tijdens de start na een tussenstop in Zambia.

## Varianten
AS.6 Envoy I
Uitgerust met twee 200 pk (149-kW) Wolseley Aries A.R.9 motoren. 5 gebouwd.
AS.6A Envoy I
Uitgerust met twee 240 pk (179-kW) Armstrong Siddeley Lynx IVC stermotoren. 5 gebouwd.
AS.6D Envoy II
Uitgerust met twee 350 pk (261-kW) Wright R-760-E2 Whirlwind 7 stermotoren, 8 gebouwd.
AS.6E Envoy III
Uitgerust met twee 340 pk (254-kW) Walter Castor motoren. 5 gebouwd
AS.6G
Uitgerust met twee 250 pk (186-kW) Wolseley Scorpio I motoren.
AS.6H Envoy
Uitgerust met twee 225 pk (168-kW) Wolseley Aries III motoren. 1 gebouwd.
AS.6J Envoy IIITransportvliegtuig met 7 zitplaatsen. Uitgerust met twee 345 pk (257-kW) Armstrong Siddeley Cheetah IX stermotoren. 27 gebouwd.
AS.6JC Envoy
Uitgerust met twee 350 pk (261-kW) Armstrong Siddeley Cheetah IX stermotoren. 4 gebouwd.
AS.6JM Envoy
Uitgerust met twee 350 pk (261-kW) Armstrong Siddeley Cheetah IX stermotoren. 3 gebouwd.
AS.6K Envoy III
Drie stuks van gebouwd.
Airspeed AS.8 Viceroy
Een speciaal one-off racevliegtuig, ontwikkeld uit de Envoy: De Airspeed Viceroy.
Airspeed LXM
Geïmporteerd testvliegtuig bedoeld voor de Japanse Luchtmacht.
Mitsubishi Hinazuru-type Passenger Transport
Hinazuru-type licentie productie door Mitsubishi, uitgerust met flaps en geleverd met diverse motoren. Tussen 1936 en 1938 zijn er 11 gebouwd.